# Алмаш (Њамц)
Алмаш (рум. Almaș) насеље је у Румунији у округу Њамц у општини Гарчина. Oпштина се налази на надморској висини од 497 m.

## Становништво
Према подацима из 2002. године у насељу је живело 649 становника, од којих су сви румунске националности.